# Đông Đan
Đông Đan (926-936) (東丹, tiếng Khiết Đan:Dan Gur, Hán tự: 东丹, Hangul:동단) là một vương quốc do người Khiết Đan lập nên để kiểm soát địa hạt của vương quốc Bột Hải, phía đông Mãn Châu.

## Thành lập

Khu vực do Đại Khiết Đan quốc kiểm soát. Vương quốc Đông Đan được tô màu xanh lam.

Sau khi chinh phục Dan Gur (vương quốc Bột Hải trong tiếng Khiết Đan, đời vua Đại Nhân Soạn) vào đầu năm 926, Gia Luật A Bảo Cơ đổi tên kinh đô Thượng Kinh (nay là Ninh An, Hắc Long Giang, Trung Quốc) thành pháo đài Hốt Hãn. Gia Luật A Bảo Cơ đã lập ra vương quốc Đông Đan trên lãnh thổ cũ của vương quốc Bột Hải, với kinh thành đặt ở Phù Dư, và lập Gia Luật Bội làm vương, tước hiệu Nhân Hoàng vương (人皇王), ứng với tước hiệu của bản thân Hoàng đế Gia Luật A Bảo Cơ là Thiên Hoàng đế và tước hiệu của hoàng hậu của ông ta là Địa Hoàng hậu. Một phần đất đai của Bột Hải được sáp nhập vào Đại Khiết Đan quốc và phần đất đai Bột Hải còn lại là nơi sinh sống của người Bột Hải gốc Cao Câu Ly vẫn giữ được độc lập. Gia Luật A Bảo Cơ trao cho con thứ Gia Luật Đức Quang hiệu Nguyên soái thái tử và cho Gia Luật Đức Quang thay thế Gia Luật Bội trông nom Lâm Hoàng (臨潢, nay thuộc Xích Phong, Nội Mông, Trung Quốc), nơi mà trước đây Gia Luật Bội từng phụ trách. Gia Luật A Bảo Cơ còn tiến hành thu biên người Nữ Chân của Bột Hải ở phương nam, gọi là Thục Nữ Chân, người Nữ Chân của Bột Hải ở phương bắc là Sinh Nữ Chân. Gia Luật A Bảo Cơ luôn có ý đồ nam hạ Trung Nguyên. Những người dân Bột Hải bị chinh phục ngay lập tức bắt đầu nổi dậy chống lại Đại Khiết Đan quốc của Gia Luật A Bảo Cơ từ năm 926.
Gia Luật Bội đã bước lên ngai vàng của vương quốc tại pháo đài Hốt Hãn, kinh đô Thượng Kinh của Bột Hải cũ, nay thuộc Ninh An, Hắc Long Giang, Trung Quốc. Vương quốc dùng tên Hán là Đông Đan, để tỏ lòng kính trọng với Đại Khiết Đan quốc ở phía tây. Thuật ngữ Đông Đan chỉ được tìm thấy trong văn bản tiếng Trung; từ tương đương Khiết Đan là "Quốc gia Đan" (Đan Quốc), tương tự như cách Tân La và Cao Ly sử dụng từ "Đan" (丹) như một thuật ngữ xúc phạm các quốc gia và người dân Mãn Châu.

## Chính trị thời đầu
Lãnh thổ của vương quốc Đông Đan bao gồm 19 phủ như vương quốc Bột Hải ngày trước, trong đó vua Gia Luật Bội đã đổi tên Phù Dư phủ thành Hoàng Long phủ:
- Yongcheon (Longquan, Long Tuyền). Thủ phủ của Long Tuyền phủ này là kinh đô Hốt Hãn (nay là Ninh An, Hắc Long Giang, Trung Quốc) của vương quốc Đông Đan.
- Hyeondeok (Xiande, Hiển Đức). Thủ phủ của Hiển Đức phủ này là cố đô Trung Kinh (nay là Hòa Long, Cát Lâm, Trung Quốc) của vương quốc Đông Đan.
- Yongwon (Longyuan, Long Nguyên). Thủ phủ của Long Nguyên phủ này là cố đô Đông Kinh (nay là Hồn Xuân, Cát Lâm, Trung Quốc) của vương quốc Đông Đan.
- Namhae (Nanhai, Nam Hải). Thủ phủ của Nam Hải phủ này là Nam Kinh (nay là Hàm Hưng, Triều Tiên) của vương quốc Đông Đan.
- Amnok (Yalu, Áp Lục). Thủ phủ của Áp Lục phủ này là Tây Kinh (nay là Lâm Giang, Cát Lâm, Trung Quốc) của vương quốc Đông Đan.
- Jangnyeong (Changling, Trường Lĩnh). Thủ phủ của Trường Lĩnh phủ này là Hà Châu (nay là Hoa Điện, Cát Lâm, Trung Quốc) của vương quốc Đông Đan.
- Hwanglong (Huanglong, Hoàng Long). Thủ phủ của Hoàng Long phủ này là Phù Dư (nay là Tứ Bình, Cát Lâm, Trung Quốc) của vương quốc Đông Đan.
- Makhil (Moxie, Mạc Hiệt). Thủ phủ của Mạc Hiệt phủ này là Mạc Châu (nay là A Thành, Hắc Long Giang, Trung Quốc) của vương quốc Đông Đan.
- Jeongmi (Dingli, Định Lý). Thủ phủ của Định Lý phủ này là Định Châu (nay là Partizansk, Primorsky Krai, Nga) của vương quốc Đông Đan.
- Anbyeon (Anbian, An Biên). Thủ phủ của An Biên phủ này là An Châu (nay là Olga, Primorsky Krai, Nga) của vương quốc Đông Đan.
- Solbin (Shuaibin, Súy Tân). Thủ phủ của Súy Tân phủ này là Hoa Châu (nay là Ussuriysk, Primorsky Krai, Nga) của vương quốc Đông Đan.
- Dongpyeong (Dongping, Đông Bình). Thủ phủ của Đông Bình phủ này là Y Châu (nay là Mật Sơn, Hắc Long Giang, Trung Quốc) của vương quốc Đông Đan.
- Cheolli (Tieli, Thiết Lợi). Thủ phủ của Thiết Lợi phủ này là Đức Lý trấn (nay là Y Lan, Hắc Long Giang, Trung Quốc) của vương quốc Đông Đan.
- Hoewon (Huaiyuan, Hoài Viễn). Thủ phủ của Hoài Viễn phủ này là Đạt Châu (nay là Đồng Giang, Hắc Long Giang, Trung Quốc) của vương quốc Đông Đan.
- Anwon (Anyuan, An Viễn). Thủ phủ của An Viễn phủ này là Ninh Châu Châu (nay là Dalnerechensk, Primorsky Krai, Nga) của vương quốc Đông Đan.
- Yodong (Liaodong, Liêu Đông). Thủ phủ của Liêu Đông phủ này là Liêu Đông thành (nay là Bạch Tháp, Liêu Ninh, Trung Quốc) của vương quốc Đông Đan.
- Sokju (Suzhou, Túc Châu). Thủ phủ của Túc Châu phủ là Túc Châu (nay là Cửu Đài, Cát Lâm, Trung Quốc) của vương quốc Đông Đan.
- Dongju (Tongzhou, Đồng Châu). Thủ phủ của Đồng Châu phủ là Đồng Châu (nay là Uông Thanh, Cát Lâm, Trung Quốc) của vương quốc Đông Đan.
- Yeongju (Yingzhou, Doanh Châu). Thủ phủ của Doanh Châu phủ là Doanh Châu (nay là Lâm Khẩu, Hắc Long Giang, Trung Quốc) của vương quốc Đông Đan.

Hoàng đế Gia Luật A Bảo Cơ sau đó phái Gia Luật Đức Quang dẫn quân đi tấn công biên giới phía bắc nhà Hậu Đường (đời vua Hậu Đường Minh Tông). Quân Hậu Đường bại trận nhưng quân Khiết Đan rút lui khi hay tin hoàng đế Gia Luật A Bảo Cơ đã không còn khỏe nữa.
Một thời gian sau khi chinh phục vương quốc Bột Hải, hoàng đế Gia Luật A Bảo Cơ lâm bệnh và qua đời ở Phù Dư vào ngày 6 tháng 9 năm 926, thọ 55 tuổi. Thuật Luật Bình hoàng hậu chiếm lấy đại quyền. Bà ta và Gia Luật Bội hộ tống di thể Gia Luật A Bảo Cơ về Lâm Hoàng, cử em trai của Gia Luật A Bảo Cơ là Gia Luật An Đoan làm Đông Đan Quốc vương, phụ chính tạm thời cai quản vương quốc Đông Đan. Do Gia Luật Bội mang cả giá trị Hán và Khiết Đan, Hoàng hậu Thuật Luật Bình đã phản đối Da Luật Bội trở thành hoàng đế. Bà tin rằng sự cởi mở của Gia Luật Bội với văn hóa Hán có thể làm suy giảm khả năng lãnh đạo của ông trong vai trò là một người Khiết Đan, thay vào đó bà ủng hộ người con trai thứ hai của Gia Luật A Bảo Cơ, là người mang tính truyền thống hơn, đó là Gia Luật Đức Quang, sự ủng hộ dành cho Gia Luật Đức Quang còn đến từ giới quý tộc Khiết Đan. Khi trở lại Lâm Hoàng, Thuật Luật Bình muốn truất tư cách kế vị của Gia Luật Bội vì yêu thương Gia Luật Đức Quang hơn. Tuy nhiên, theo truyền thống, bà ta đã triệu tập các tù tưởng, cùng với Gia Luật Bội và Gia Luật Đức Quang. Hoàng hậu nói với họ: "Ta thương yêu cả hai đứa con trai này, nhưng không biết nên chọn ai trong số chúng làm hoàng đế. Các người nếu quyết định chọn ai thì cứ chạy đến ôm đứa đó." Các tù trưởng biết rằng bà thương Gia Luật Đức Quang, bèn chạy đến ôm chân Gia Luật Đức Quang. Do đó hoàng hậu lập Gia Luật Đức Quang làm hoàng đế của Đại Khiết Đan quốc vào ngày 11 tháng 12 năm 927, sử gọi là Liêu Thái Tông. Gia Luật Bội tức giận trước âm mưu của mẹ mình, bèn dẫn mấy trăm quân sĩ chạy trốn đến nhà Hậu Đường (đời vua Hậu Đường Minh Tông), nhưng bị người Khiết Đan bắt lại được tại biên giới. Thuật Luật hoàng hậu không trừng phạt ông ta, mà đưa về vương quốc Đông Đan. Gia Luật Bội đã buộc chú là Đông Đan Quốc vương Gia Luật An Đoan trả ngai vàng Đông Đan lại cho mình.
Căng thẳng chính trị đã sớm nổ ra giữa Gia Luật Bội và em trai Gia Luật Đức Quang, người đã có được ngôi báu Khiết Đan sau khi Gia Luật A Bảo Cơ qua đời, trên đường đến quê nhà sau một chiến dịch tương đối thành công chống lại nhà Hậu Đường. Để ngăn cản Gia Luật Bội tạo lập quyền lực riêng tại Đông Đan, Hoàng đế mới Gia Luật Đức Quang đã lệnh cho anh trai mình cùng toàn bộ dân trong thành phải dời đô từ Hốt Hãn thuộc Long Tuyền phủ ở Đông Mãn Châu đến Đông Bình (nay là Liêu Dương) thuộc Liêu Đông phủ ở Tây Mãn Châu trong tháng 12 năm 927. Những người Bột Hải cũ cũng bị cưỡng bách đến Đông Bình. Bản thân Hoàng vương Gia Luật Bội bị đặt dưới sự giám sát của các cận binh hoàng cung do hoàng đế Gia Luật Đức Quang phái đến.

## Giao tranh với vương quốc Hậu Bột Hải
Bột Hải hoàn toàn nằm dưới sự kiểm soát của người Khiết Đan, những người đã lập nên vương quốc Đông Đan. Người dân Bột Hải cùng nhau nổi dậy để chống lại những thế lực cai trị mới, và nhiều phong trào phục quốc đã xuất hiện trong khoảng 200 năm.
Bắt đầu từ năm 927, người Khiết Đan bắt đầu săn lùng và hành quyết tất cả các thành viên của vương tộc Bột Hải để ngăn chặn việc bất kỳ ai có thể được đưa lại lên ngai vàng Bột Hải, dù là vua hay nữ vương. Tuy nhiên, một vài thành viên của vương tộc vẫn sống sót. Trong số họ có Đại Quang Hiển (Dae Gwang-hyeon) đang ẩn nấu. Một số thành viên gia tộc họ Đại khác đã thống nhất các nhóm kháng cự ở phía tây sông Áp Lục, đánh chiếm thành Hốt Hãn (nay là Ninh An, Hắc Long Giang, Trung Quốc) thuộc Long Tuyền phủ và lập nên vương quốc Hậu Bột Hải tại thành Hốt Hãn đó trong tháng 12 năm 927.
Hậu Bột Hải ra đời với sự nỗ lực của các quý tộc Bột Hải cũ để lập nên một vị vua mới họ Đại lên ngai vàng và hồi sinh vương quốc. Những người dân Bột Hải ngay lập tức đã nổi dậy chống lại người Khiết Đan và điều này nằm ngoài tầm kiểm soát của vương quốc Đông Đan (đời vua Gia Luật Bội). Vua Gia Luật Bội liền bổ nhiệm cựu vua Bột Hải là Đại Nhân Soạn (khi đó đã hơn 50 tuổi) làm quan chức cấp cao của vương quốc Đông Đan nhằm xoa dịu sự phẫn nộ của dân chúng Bột Hải. Gia Luật Bội còn lập một thành viên vương tộc Bột Hải là Đại thị làm trắc thất (vương phi) của ông ta. Tuy nhiên dân chúng Bột Hải vẫn tiếp tục tham gia vào quân đội của vương quốc Hậu Bột Hải để chống lại vương quốc Đông Đan.
Đông đô của Đại Khiết Đan quốc (gọi là thành Đông Kinh, Liêu Dương, Liêu Ninh ngày nay) từng là căn cứ để giám sát các lãnh thổ Bột Hải trước đây. Theo một số liệu do Pamela Crossley trích dẫn, cư dân của thành phố, hơn 40.000 người vào đầu thế kỷ thứ 10, chủ yếu là người Bột Hải. Đại Nhân Soạn, vị vua Bột Hải cuối cùng và các thành viên khác của dòng dõi hoàng gia Bột Hải trước đây vẫn nắm giữ quyền lực đáng kể ở vương quốc Đông Đan và thành Đông Kinh sau khi Bột Hải sụp đổ. Mặt khác, một số tầng lớp tinh hoa của Bột Hải đã hòa nhập vào tầng lớp quý tộc Đại Khiết Đan quốc và thường thay đổi danh tính cá nhân của họ một cách đáng kể.
Năm 928, quân đội của vương quốc Hậu Bột Hải từ Long Tuyền phủ tiến hành nam hạ, lần lượt đánh chiếm Đồng Châu phủ, Hiển Đức phủ, Long Nguyên phủ, Trường Lĩnh phủ, Áp Lục phủ và Nam Hải phủ của vương quốc Đông Đan (đời vua Gia Luật Bội). Vương quốc Đông Đan chỉ còn lại 12 phủ.
Để tiếp tục quan hệ hữu nghị giữa Bột Hải và Nhật Bản, vương quốc Đông Đan của vua Gia Luật Bội đã cử một phái đoàn ngoại giao qua Biển Nhật Bản vào năm 929. Triều đình Nhật Bản ở Kyoto (đời Thiên hoàng Daigo) đã từ chối phái đoàn của Đông Đan vì lòng trung thành với vương quốc Bột Hải cũ. Nền độc lập của Đông Đan (đời vua Gia Luật Bội) bị yếu dần vào năm 929 khi người cai trị mới của Đại Khiết Đan quốc là Gia Luật Đức Quang ra lệnh di dời dân cư của Đông Đan sang Đại Khiết Đan quốc.
Khi vua Hậu Đường Minh Tông của nhà Hậu Đường biết được việc Gia Luật Bội đang bị đặt dưới sự giám sát của Gia Luật Đức Quang thì ông ta đã cử các mật sứ đến khuyên Gia Luật Bội hãy chạy trốn đến nhà Hậu Đường, nhằm tránh bị ám sát. Gia Luật Bội nói rằng: "Ta nhường đế quốc cho hoàng đế, song nay ta bị ngờ vực. Sẽ tốt hơn khi ta đi đến một nước khác mà ở đó ta có thể giống như Ngô Thái Bá". Gia Luật Bội đã mang theo sủng thiếp Cao thị cùng bộ sách to lớn của mình, lên một con thuyền và đi đến Hậu Đường vào năm 930. Tháng 11 âm lịch năm 930, Gia Luật Bội đã đến Đăng Châu của nhà Hậu Đường. Tại đây Gia Luật Bội đã trở thành một khách quý của vua Hậu Đường Minh Tông, thậm chí còn được vị Hoàng đế này ban cho họ Lý của hoàng tộc.
Con trai trưởng của Gia Luật Bội là Gia Luật Nguyễn còn ở lại Đại Khiết Đan quốc, nhưng Gia Luật Nguyễn được hoàng đế Gia Luật Đức Quang coi như con và được tôn lên làm vua của vương quốc Đông Đan, với Đoan Thuận hoàng hậu Tiêu thị làm nhiếp chính của vương quốc Đông Đan. Cựu vua Bột Hải là Đại Nhân Soạn tiếp tục phò tá cho vua Gia Luật Nguyễn và nhiếp chính Đoan Thuận hoàng hậu Tiêu thị.

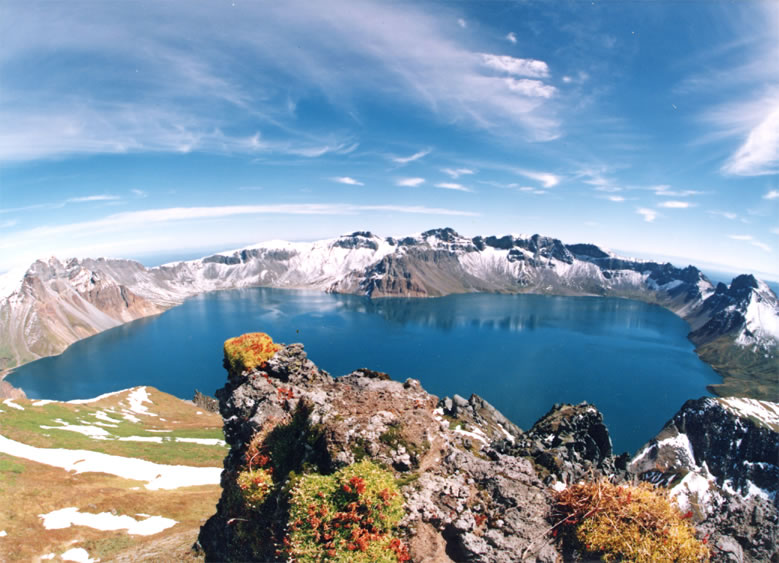
Thiên Trì thuộc núi Trường Bạch - Hõm chảo núi lửa lớn nhất thế giới.

Thời gian này, núi Trường Bạch (Baekdu, Bạch Đầu trong tiếng Triều Tiên) thuộc Áp Lục phủ của vương quốc Hậu Bột Hải tiếp tục phun trào núi lửa một cách khủng khiếp vào thế kỷ thứ X (có khả năng là trong thời gian từ đầu năm 925 đến năm 947). Điều này gây ảnh hưởng nghiêm trọng đến đời sống cư dân Hậu Bột Hải.
Cùng năm 930, các tướng lĩnh của vương quốc Hậu Bột Hải tại Áp Lục phủ và Nam Hải phủ đã tôn thái tử Đại Quang Hiển (con trai của Đại Nhân Soạn) lên làm thủ lĩnh cai trị 2 phủ này. Từ đó vương quốc Hậu Bột Hải chỉ còn cai trị 5 phủ là Long Tuyền phủ, Đồng Châu phủ, Long Nguyên phủ, Hiển Đức phủ và Trường Lĩnh phủ.
Năm 931, Đoan Thuận hoàng hậu Tiêu Thị phái sứ giả từ vương quốc Đông Đan (đời vua Gia Luật Nguyễn) sang nhà Hậu Đường (đời vua Hậu Đường Minh Tông) để bang giao và triều cống. Một số lượng lớn quân nổi dậy đã nổi lên trên lãnh thổ Bột Hải trước đây sau cuộc chinh phục vương quốc của triều đại nhà Liêu từ năm 926, mặc dù hầu hết đều nhanh chóng bị quân Liêu đánh bại.
Từ năm 932 đến năm 935, Đại Quang Hiển cùng vua của vương quốc Hậu Bột Hải họ Đại (không rõ tên) liên tục phát binh tấn công Liêu Đông phủ, Hoàng Long phủ, Túc Châu phủ, Mạc Hiệt phủ, Thiết Lợi phủ, Doanh Châu phủ, Đông Bình phủ và Súy Tân phủ của vương quốc Đông Đan (đời vua Gia Luật Nguyễn). Tuy nhiên phần thắng thường nghiêng về vương quốc Đông Đan.

## Vương quốc bị sáp nhập vàoĐại Khiết Đan quốc
Sau khi chiến bại trước quân đội Đông Đan (đời vua Gia Luật Nguyễn) vào năm 935, vua của vương quốc Hậu Bột Hải họ Đại (không rõ tên) đã bị cựu tri phủ của Nam Hải phủ là Liệt Vạn Hoa (열만화, 烈萬華, Yeol Manhwa) và Ô Tế Hiển (오제현, 烏濟顯, Oh Je-hyeon) của gia tộc Ô tiến hành đảo chính. Vua của Hậu Bột Hải họ Đại đó đã bị lật đổ ngôi vua và bị giết chết ở Tây Kinh (nay là Lâm Giang, Cát Lâm, Trung Quốc). Với sự giúp đỡ của Ô Tế Hiển (오제현, 烏濟顯, Oh Je-hyeon) của gia tộc Ô, Liệt Vạn Hoa đã tự lập làm vua, định đô tại Tây Kinh (nay là Lâm Giang, Cát Lâm, Trung Quốc), đổi tên vương quốc sang Định An, lập ra Định An Quốc trong năm 935.
Một số quý tộc họ Đại người Bột Hải vẫn trấn giữ thành Hốt Hãn (nay là Ninh An, Hắc Long Giang, Trung Quốc) và cai trị Long Tuyền phủ. Họ tuyên bố không phục tùng vua Liệt Vạn Hoa mà tuyên bố độc lập khỏi Định An Quốc, với quốc hiệu vẫn giữ nguyên là Hậu Bột Hải. Như vậy Định An Quốc chỉ cai trị 4 phủ là Long Nguyên phủ, Hiển Đức phủ, Trường Lĩnh phủ và Đồng Châu phủ.
Cựu vua Bột Hải là Đại Nhân Soạn được cho là đã qua đời khi phụng sự cho vương quốc Đông Đan (đời vua Gia Luật Nguyễn), hưởng thọ khoảng 60 tuổi.
Cùng năm 935, Đoan Thuận hoàng hậu Tiêu Thị phái sứ giả từ vương quốc Đông Đan (đời vua Gia Luật Nguyễn) sang nhà Hậu Đường (đời vua Hậu Đường Phế Đế) để bang giao và triều cống.
Cảm thấy không cần thiết để vương quốc Đông Đan tồn tại bên cạnh mình, hoàng đế Gia Luật Đức Quang của Đại Khiết Đan quốc quyết định sáp nhập toàn bộ lãnh thổ vương quốc Đông Đan với 12 phủ (Hoàng Long phủ, Mạc Hiệt phủ, Định Lý phủ, An Biên phủ, Súy Tân phủ, Đông Bình phủ, Thiết Lợi phủ, Hoài Viễn phủ, An Viễn phủ, Liêu Đông phủ, Túc Châu phủ và Doanh Châu phủ) vào lãnh thổ Đại Khiết Đan quốc trong năm 936. Vua Gia Luật Nguyễn và nhiếp chính Đoan Thuận hoàng hậu Tiêu thị của vương quốc Đông Đan trở thành những tông thất của Đại Khiết Đan quốc. Vương quốc Đông Đan từ đây biến mất mãi mãi. Lực lượng chính của quân Liêu cũng rời khỏi khu vực của vương quốc Bột Hải cũ.
Một số ít các nhà sử học cho rằng Đông Đan đã bị sáp nhập vào năm 982. Mặt khác, một số người tin rằng Đông Đan chưa bao giờ là một "vương quốc độc lập", nhưng lãnh thổ vương quốc Bột Hải trước đây đã bị triều đại Đại Khiết Đan quốc sáp nhập ngay lập tức vào năm 926.

## Vua Đông Đan

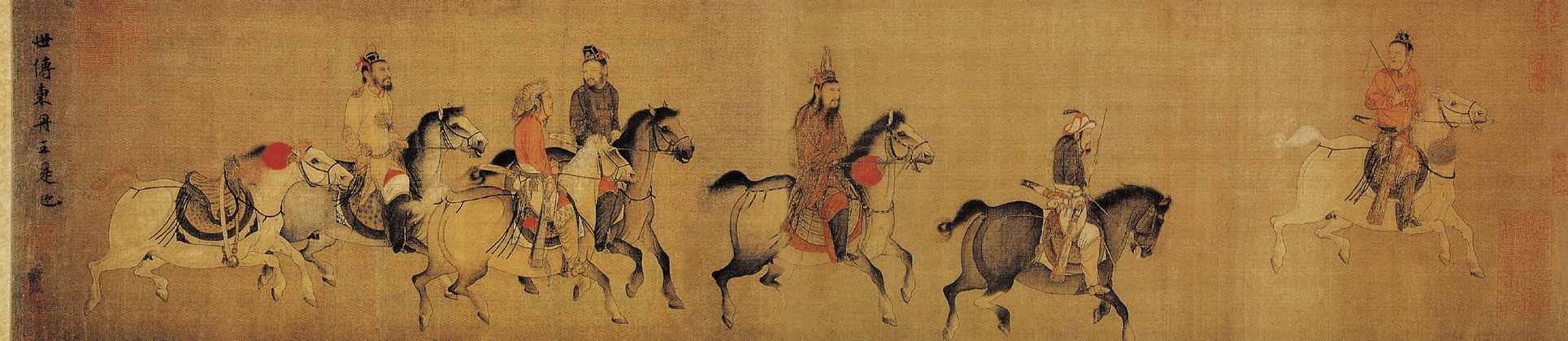
Đông Đan Vương xuất hành đồ (東丹王出行圖), tại Bảo tàng Cố cung Quốc lập, Đài Bắc

| Miếu hiệu       | Thụy hiệu                    | Tên Hán          | Tên Khiết Đan | Niên hiệu | Thời gian tại vị |
| --------------- | ---------------------------- | ---------------- | ------------- | --------- | ---------------- |
| Liêu Nghĩa Tông | Văn Hiến Khâm Nghĩa Hoàng đế | Gia Luật Bội     | Đột Dục       | Cam Lộ    | 926 (lần 1)      |
|                 | Đông Đan Quốc vương          | Gia Luật An Đoan |               | Cam Lộ    | 926-927          |
| Liêu Nghĩa Tông | Văn Hiến Khâm Nghĩa Hoàng đế | Gia Luật Bội     | Đột Dục       | Cam Lộ    | 927-930 (lần 2)  |
| (Nhiếp chính)   | Đoan Thuận hoàng hậu         | Tiêu thị         |               | Cam Lộ    | 930-936          |
| Liêu Thế Tông   | Trang Hiến Hoàng đế          | Gia Luật Nguyễn  | Ngột Dục      | Cam Lộ    | 930-936          |